# Resultaten van de talentelling in het Arelerland
In het Arelerland, dat grotendeels samenvalt met het arrondissement Aarlen, is de volkstaal van oudsher het Luxemburgs, dat ook in het aangrenzende Groothertogdom Luxemburg wordt gesproken. In 1990 heeft de Franse Gemeenschap de streektalen op haar grondgebied erkend, waaronder het Luxemburgs, echter zonder verdere maatregelen te nemen.
Hieronder zijn in tabelvorm de resultaten vermeld van de talentellingen van 1846 tot 1947 voor de gemeenten die geheel of gedeeltelijk deel uitmaken van deze streek.

## Opmerkingen bij de cijfers
Kinderen tot de leeftijd van twee jaar werden voor de tellingen van 1846 tot en met 1890 opgeteld bij de taal die gesproken werd in het gezin, vanaf de telling van 1900 werden ze opgenomen in de rubriek "geen".
Bij de telling van 1846 werd gevraagd naar de taal die men sprak, waarbij op het modelformulier vier talen gespecifieerd werden, namelijk: "Hollands/Vlaams", "Frans/Waals", "Duits", "Engels". Er was ook een rubriek "Andere Taal" voorzien, zonder verdere verduidelijking. (Het modelformulier was overigens in het Frans opgesteld).
Vanaf de telling van 1866 vroeg men naar de talen die men kende, waarbij men zich beperkte tot Nederlands, Frans en Duits. Naar kennis van het Engels werd niet langer gepeild. Er was wel een rubriek "geen". Vanaf de telling van 1910 werd behalve naar de kennis ook gevraagd welke taal door de ondervraagde uitsluitend of meestal gesproken werd, zonder te specifiëren in welke context (huiskring, beroep, openbaar leven).
Bij de berekening van de aandeel % is de groep "geen" buiten beschouwing gelaten.
Voor de resultaten van 1846 zijn de resultaten voor "Engels" en "Andere Taal"  niet opgenomen, wegens te onbeduidend.
Duits is in het geval van de gemeenten van het Arelerland te begrijpen als Luxemburgs.
De bron van alle resultaten is het Belgisch Staatsblad.

### Totaal voor de gemeenten van het Arelerland
Gekende talen
|      | Aantal   | Aantal  | Aantal   | Aantal  | Aantal   | Aantal  | Aantal       | Aantal       | Aandeel  | Aandeel | Aandeel  | Aandeel | Aandeel  | Aandeel | Aandeel      |
| Jaar | enkel nl | fr & nl | enkel fr | de & fr | enkel de | de & nl | de & fr & nl | enkel andere | enkel nl | fr & nl | enkel fr | de & fr | enkel de | de & nl | de & fr & nl |
| ---- | -------- | ------- | -------- | ------- | -------- | ------- | ------------ | ------------ | -------- | ------- | -------- | ------- | -------- | ------- | ------------ |
| 1846 | 299      |         | 3.909    |         | 24.275   |         |              |              | 1,0%     |         | 13,7%    |         | 85,2%    |         |              |
| 1866 | 68       | 127     | 3.221    | 6.342   | 19.465   | 23      | 68           | 1            | 0,2%     | 0,4%    | 11,0%    | 21,6%   | 66,4%    | 0,1%    | 0,2%         |
| 1880 | 362      | 161     | 3.799    | 9.459   | 16.007   | 8       | 75           | 60           | 1,2%     | 0,5%    | 12,7%    | 31,7%   | 53,6%    | 0,0%    | 0,3%         |
| 1890 | 7        | 179     | 4.827    | 13.523  | 14.818   | 14      | 327          | 2            | 0,0%     | 0,5%    | 14,3%    | 40,1%   | 44,0%    | 0,0%    | 1,0%         |
| 1900 | 144      | 323     | 6.203    | 18.950  | 10.108   | 11      | 294          | 1.867        | 0,4%     | 0,9%    | 17,2%    | 52,6%   | 28,1%    | 0,0%    | 0,8%         |
| 1910 | 122      | 415     | 8.045    | 20.670  | 10.892   | 7       | 238          | 2.165        | 0,3%     | 1,0%    | 19,9%    | 51,2%   | 27,0%    | 0,0%    | 0,6%         |
| 1920 | 94       | 407     | 11.566   | 20.842  | 6.715    | 2       | 350          | 1.346        | 0,2%     | 1,0%    | 28,9%    | 52,1%   | 16,8%    | 0,0%    | 0,9%         |
| 1930 | 45       | 432     | 15.914   | 18.456  | 5.562    | 7       | 326          | 1.763        | 0,1%     | 1,1%    | 39,1%    | 45,3%   | 13,7%    | 0,0%    | 0,8%         |
| 1947 | 14       | 675     | 27.234   | 9.726   | 733      | 4       | 1.071        | 1.605        | 0,0%     | 1,7%    | 69,0%    | 24,6%   | 1,9%     | 0,0%    | 2,7%         |

Taal die meestal of uitsluitend gesproken wordt.
|      | Aantal | Aantal | Aantal | Aandeel | Aandeel | Aandeel |
| Jaar | nl     | fr     | de     | nl      | fr      | de      |
| ---- | ------ | ------ | ------ | ------- | ------- | ------- |
| 1910 | 253    | 9.997  | 30.124 | 0,6%    | 24,8%   | 74,6%   |
| 1920 | 217    | 16.623 | 22.936 | 0,5%    | 41,8%   | 57,7%   |
| 1930 | 155    | 21.928 | 18.646 | 0,4%    | 53,8%   | 45,8%   |
| 1947 | 116    | 36.467 | 2.411  | 0,3%    | 93,5%   | 6,2%    |

### Aarlen
Gekende talen
|      | Aantal   | Aantal  | Aantal   | Aantal  | Aantal   | Aantal  | Aantal       | Aantal       | Aandeel  | Aandeel | Aandeel  | Aandeel | Aandeel  | Aandeel | Aandeel      |
| Jaar | enkel nl | fr & nl | enkel fr | de & fr | enkel de | de & nl | de & fr & nl | enkel andere | enkel nl | fr & nl | enkel fr | de & fr | enkel de | de & nl | de & fr & nl |
| ---- | -------- | ------- | -------- | ------- | -------- | ------- | ------------ | ------------ | -------- | ------- | -------- | ------- | -------- | ------- | ------------ |
| 1846 | 297      |         | 891      |         | 4.217    |         |              |              | 5,5%     |         | 16,5%    |         | 78,0%    |         |              |
| 1866 | 54       | 104     | 591      | 2.622   | 1.994    | 14      | 46           | 0            | 1,0%     | 1,9%    | 10,9%    | 48,3%   | 36,8%    | 0,3%    | 0,8%         |
| 1880 | 31       | 148     | 1.047    | 2.899   | 2.593    | 0       | 42           | 0            | 0,5%     | 2,2%    | 15,5%    | 42,9%   | 38,4%    | 0,0%    | 0,6%         |
| 1890 | 5        | 126     | 1.501    | 4.161   | 2.002    | 5       | 229          | 0            | 0,1%     | 1,6%    | 18,7%    | 51,8%   | 24,9%    | 0,1%    | 2,9%         |
| 1900 | 99       | 242     | 1.919    | 6.055   | 1.059    | 2       | 179          | 489          | 1,0%     | 2,5%    | 20,1%    | 63,4%   | 11,1%    | 0,0%    | 1,9%         |
| 1910 | 91       | 351     | 2.684    | 6.747   | 1.552    | 4       | 141          | 442          | 0,8%     | 3,0%    | 23,2%    | 58,3%   | 13,4%    | 0,0%    | 1,2%         |
| 1920 | 51       | 285     | 4.522    | 5.159   | 572      | 0       | 209          | 404          | 0,5%     | 2,6%    | 41,9%    | 47,8%   | 5,3%     | 0,0%    | 1,9%         |
| 1930 | 20       | 263     | 6.831    | 3.366   | 320      | 2       | 212          | 373          | 0,2%     | 2,4%    | 62,0%    | 30,6%   | 2,9%     | 0,0%    | 1,9%         |
| 1947 | 5        | 387     | 8.710    | 1.268   | 31       | 1       | 395          | 383          | 0,0%     | 3,6%    | 80,7%    | 11,7%   | 0,3%     | 0,0%    | 3,7%         |

Taal die meestal of uitsluitend gesproken wordt.
|      | Aantal | Aantal | Aantal | Aandeel | Aandeel | Aandeel |
| Jaar | nl     | fr     | de     | nl      | fr      | de      |
| ---- | ------ | ------ | ------ | ------- | ------- | ------- |
| 1910 | 165    | 3.568  | 7.837  | 1,4%    | 30,8%   | 67,7%   |
| 1920 | 130    | 7.502  | 3.166  | 1,2%    | 69,5%   | 29,3%   |
| 1930 | 84     | 9.398  | 1.532  | 0,8%    | 85,3%   | 13,9%   |
| 1947 | 55     | 10.629 | 80     | 0,5%    | 98,7%   | 0,7%    |

### Totaal voor de gemeenten van het Arelerland exclusief Aarlen
Aangezien de evolutie van de talenkennis/taalgebruik voor de stad Aarlen vanaf de telling van 1866 sterk verschillend was van deze voor de andere gemeenten van het Arelerland volgt hieronder een totaal voor de regio exclusief deze stad.
Gekende talen
|      | Aantal   | Aantal  | Aantal   | Aantal  | Aantal   | Aantal  | Aantal       | Aantal       | Aandeel  | Aandeel | Aandeel  | Aandeel | Aandeel  | Aandeel | Aandeel      |
| Jaar | enkel nl | fr & nl | enkel fr | de & fr | enkel de | de & nl | de & fr & nl | enkel andere | enkel nl | fr & nl | enkel fr | de & fr | enkel de | de & nl | de & fr & nl |
| ---- | -------- | ------- | -------- | ------- | -------- | ------- | ------------ | ------------ | -------- | ------- | -------- | ------- | -------- | ------- | ------------ |
| 1846 | 2        |         | 3.018    |         | 20.058   |         |              |              | 0,0%     |         | 13,1%    |         | 86,9%    |         |              |
| 1866 | 14       | 23      | 2.630    | 3.720   | 17.471   | 9       | 22           | 1            | 0,1%     | 0,1%    | 11,0%    | 15,6%   | 73,1%    | 0,0%    | 0,1%         |
| 1880 | 331      | 13      | 2.752    | 6.560   | 13.414   | 8       | 33           | 60           | 1,4%     | 0,1%    | 11,9%    | 28,4%   | 58,0%    | 0,0%    | 0,1%         |
| 1890 | 2        | 53      | 3.326    | 9.362   | 12.816   | 9       | 98           | 2            | 0,0%     | 0,2%    | 13,0%    | 36,5%   | 49,9%    | 0,0%    | 0,4%         |
| 1900 | 45       | 81      | 4.284    | 12.895  | 9.049    | 9       | 115          | 1.378        | 0,2%     | 0,3%    | 16,2%    | 48,7%   | 34,2%    | 0,0%    | 0,4%         |
| 1910 | 31       | 64      | 5.361    | 13.923  | 9.340    | 3       | 97           | 1.723        | 0,1%     | 0,2%    | 18,6%    | 48,3%   | 32,4%    | 0,0%    | 0,3%         |
| 1920 | 43       | 122     | 7.044    | 15.683  | 6.143    | 2       | 141          | 942          | 0,1%     | 0,4%    | 24,1%    | 53,7%   | 21,1%    | 0,0%    | 0,5%         |
| 1930 | 25       | 169     | 9.083    | 15.090  | 5.242    | 5       | 114          | 1.390        | 0,1%     | 0,6%    | 30,6%    | 50,8%   | 17,6%    | 0,0%    | 0,4%         |
| 1947 | 9        | 288     | 18.524   | 8.458   | 702      | 3       | 676          | 1.222        | 0,0%     | 1,0%    | 64,6%    | 29,5%   | 2,4%     | 0,0%    | 2,4%         |

Taal die meestal of uitsluitend gesproken wordt.
|      | Aantal | Aantal | Aantal | Aandeel | Aandeel | Aandeel |
| Jaar | nl     | fr     | de     | nl      | fr      | de      |
| ---- | ------ | ------ | ------ | ------- | ------- | ------- |
| 1910 | 88     | 6.429  | 22.287 | 0,3%    | 22,3%   | 77,4%   |
| 1920 | 87     | 9.121  | 19.770 | 0,3%    | 31,5%   | 68,2%   |
| 1930 | 71     | 12.530 | 17.114 | 0,2%    | 42,2%   | 57,6%   |
| 1947 | 61     | 25.838 | 2.331  | 0,2%    | 91,5%   | 8,3%    |

### Athus
De gemeente Athus werd pas opgericht in 1878 toen ze werd afgescheiden van Aubange, derhalve zijn er geen aparte resultaten beschikbaar voor de eerdere tellingen.
Gekende talen
|      | Aantal   | Aantal  | Aantal   | Aantal  | Aantal   | Aantal  | Aantal       | Aantal       | Aandeel  | Aandeel | Aandeel  | Aandeel | Aandeel  | Aandeel | Aandeel      |
| Jaar | enkel nl | fr & nl | enkel fr | de & fr | enkel de | de & nl | de & fr & nl | enkel andere | enkel nl | fr & nl | enkel fr | de & fr | enkel de | de & nl | de & fr & nl |
| ---- | -------- | ------- | -------- | ------- | -------- | ------- | ------------ | ------------ | -------- | ------- | -------- | ------- | -------- | ------- | ------------ |
| 1846 |          |         |          |         |          |         |              |              |          |         |          |         |          |         |              |
| 1866 |          |         |          |         |          |         |              |              |          |         |          |         |          |         |              |
| 1880 | 314      | 0       | 388      | 365     | 0        | 0       | 4            | 5            | 29,3%    | 0       | 36,2%    | 34,1%   | 0,0%     | 0,0%    | 0,4%         |
| 1890 | 0        | 10      | 420      | 814     | 363      | 0       | 4            | 0            | 0,0%     | 0,6%    | 26,1%    | 50,5%   | 22,5%    | 0,0%    | 0,2%         |
| 1900 | 3        | 15      | 732      | 1.440   | 265      | 1       | 6            | 156          | 0,1%     | 0,6%    | 29,7%    | 58,5%   | 10,8%    | 0,0%    | 0,2%         |
| 1910 | 15       | 22      | 1.031    | 1.382   | 665      | 0       | 6            | 250          | 0,5%     | 0,7%    | 33,0%    | 44,3%   | 21,3%    | 0,0%    | 0,2%         |
| 1920 | 31       | 49      | 2.042    | 1.501   | 231      | 0       | 25           | 167          | 0,8%     | 1,3%    | 52,6%    | 38,7%   | 6,0%     | 0,0%    | 0,6%         |
| 1930 | 11       | 83      | 2.933    | 1.841   | 211      | 1       | 18           | 305          | 0,2%     | 1,6%    | 57,5%    | 36,1%   | 4,1%     | 0,0%    | 0,4%         |
| 1947 | 3        | 109     | 4.178    | 907     | 27       | 0       | 129          | 197          | 0,1%     | 2,0%    | 78,0%    | 16,9%   | 0,5%     | 0,0%    | 2,4%         |

Taal die meestal of uitsluitend gesproken wordt.
|      | Aantal | Aantal | Aantal | Aandeel | Aandeel | Aandeel |
| Jaar | nl     | fr     | de     | nl      | fr      | de      |
| ---- | ------ | ------ | ------ | ------- | ------- | ------- |
| 1910 | 41     | 1.543  | 1.537  | 1,3%    | 49,4%   | 49,2%   |
| 1920 | 55     | 2.670  | 1.154  | 1,4%    | 68,8%   | 29,7%   |
| 1930 | 32     | 3.821  | 1.245  | 0,6%    | 75,0%   | 24,4%   |
| 1947 | 12     | 5.219  | 81     | 0,2%    | 98,2%   | 1,5%    |

Voor de telling van 1880 zijn de resultaten voor nl en de waarschijnlijk verwisseld.

### Attert
Gekende talen
|      | Aantal   | Aantal  | Aantal   | Aantal  | Aantal   | Aantal  | Aantal       | Aantal       | Aandeel  | Aandeel | Aandeel  | Aandeel | Aandeel  | Aandeel | Aandeel      |
| Jaar | enkel nl | fr & nl | enkel fr | de & fr | enkel de | de & nl | de & fr & nl | enkel andere | enkel nl | fr & nl | enkel fr | de & fr | enkel de | de & nl | de & fr & nl |
| ---- | -------- | ------- | -------- | ------- | -------- | ------- | ------------ | ------------ | -------- | ------- | -------- | ------- | -------- | ------- | ------------ |
| 1846 | 0        |         | 25       |         | 2.480    |         |              |              | 0,0%     |         | 1,0%     |         | 99,0%    |         |              |
| 1866 | 14       | 1       | 53       | 74      | 2.020    | 0       | 1            | 0            | 0,6%     | 0,0%    | 2,5%     | 3,4%    | 93,4%    | 0,0%    | 0,0%         |
| 1880 | 0        | 0       | 42       | 766     | 1.149    | 0       | 4            | 0            | 0,0%     | 0,0%    | 2,1%     | 39,1%   | 58,6%    | 0,0%    | 0,2%         |
| 1890 | 0        | 2       | 55       | 712     | 1.060    | 1       | 21           | 0            | 0,0%     | 0,1%    | 3,0%     | 38,5%   | 57,3%    | 0,1%    | 1,1%         |
| 1900 | 0        | 1       | 45       | 886     | 711      | 0       | 13           | 94           | 0,0%     | 0,1%    | 2,7%     | 53,5%   | 42,9%    | 0,0%    | 0,8%         |
| 1910 | 0        | 9       | 122      | 881     | 687      | 0       | 0            | 105          | 0,0%     | 0,5%    | 7,2%     | 51,9%   | 40,4%    | 0,0%    | 0,0%         |
| 1920 | 1        | 1       | 108      | 1.042   | 452      | 1       | 8            | 51           | 0,1%     | 0,1%    | 6,7%     | 64,6%   | 28,0%    | 0,0%    | 0,5%         |
| 1930 | 0        | 2       | 116      | 699     | 109      | 0       | 5            | 30           | 0,0%     | 0,2%    | 12,5%    | 75,1%   | 11,7%    | 0,0%    | 0,5%         |
| 1947 | 0        | 2       | 227      | 436     | 39       | 0       | 23           | 19           | 0,0%     | 0,3%    | 31,2%    | 60,0%   | 5,4%     | 0,0%    | 3,2%         |

Taal die meestal of uitsluitend gesproken wordt.
|      | Aantal | Aantal | Aantal | Aandeel | Aandeel | Aandeel |
| Jaar | nl     | fr     | de     | nl      | fr      | de      |
| ---- | ------ | ------ | ------ | ------- | ------- | ------- |
| 1910 | 0      | 177    | 1.522  | 0,0%    | 10,4%   | 89,6%   |
| 1920 | 1      | 156    | 1.456  | 0,1%    | 9,7%    | 90,3%   |
| 1930 | 0      | 135    | 795    | 0,0%    | 14,5%   | 85,4%   |
| 1947 | 0      | 504    | 211    | 0,0%    | 70,5%   | 29,5%   |

### Aubange
Gekende talen
|      | Aantal   | Aantal  | Aantal   | Aantal  | Aantal   | Aantal  | Aantal       | Aantal       | Aandeel  | Aandeel | Aandeel  | Aandeel | Aandeel  | Aandeel | Aandeel      |
| Jaar | enkel nl | fr & nl | enkel fr | de & fr | enkel de | de & nl | de & fr & nl | enkel andere | enkel nl | fr & nl | enkel fr | de & fr | enkel de | de & nl | de & fr & nl |
| ---- | -------- | ------- | -------- | ------- | -------- | ------- | ------------ | ------------ | -------- | ------- | -------- | ------- | -------- | ------- | ------------ |
| 1846 | 0        |         | 60       |         | 1.161    |         |              |              | 0,0%     |         | 4,9%     |         | 95,1%    |         |              |
| 1866 | 0        | 6       | 103      | 294     | 780      | 0       | 0            | 0            | 0,0%     | 0,5%    | 8,7%     | 24,9%   | 65,9%    | 0,0%    | 0,0%         |
| 1880 | 3        | 0       | 91       | 266     | 263      | 4       | 0            | 0            | 0,5%     | 0,0%    | 14,5%    | 42,4%   | 41,9%    | 0,6%    | 0,0%         |
| 1890 | 0        | 2       | 107      | 480     | 114      | 0       | 2            | 0            | 0,0%     | 0,3%    | 15,2%    | 68,1%   | 16,2%    | 0,0%    | 0,3%         |
| 1900 | 26       | 11      | 415      | 498     | 101      | 0       | 4            | 47           | 2,5%     | 1,0%    | 39,3%    | 47,2%   | 9,6%     | 0,0%    | 0,4%         |
| 1910 | 4        | 12      | 703      | 467     | 152      | 0       | 1            | 76           | 0,3%     | 0,9%    | 52,5%    | 34,9%   | 11,4%    | 0,0%    | 0,1%         |
| 1920 | 5        | 19      | 1.112    | 514     | 24       | 0       | 0            | 98           | 0,3%     | 1,1%    | 66,4%    | 30,7%   | 1,4%     | 0,0%    | 0,0%         |
| 1930 | 0        | 21      | 1.671    | 619     | 26       | 0       | 6            | 150          | 0,0%     | 0,9%    | 71,3%    | 26,4%   | 1,1%     | 0,0%    | 0,3%         |
| 1947 | 0        | 30      | 2.014    | 219     | 1        | 1       | 20           | 78           | 0,0%     | 1,3%    | 88,1%    | 9,6%    | 0,0%     | 0,0%    | 0,9%         |

Taal die meestal of uitsluitend gesproken wordt.
|      | Aantal | Aantal | Aantal | Aandeel | Aandeel | Aandeel |
| Jaar | nl     | fr     | de     | nl      | fr      | de      |
| ---- | ------ | ------ | ------ | ------- | ------- | ------- |
| 1910 | 14     | 766    | 559    | 1,0%    | 57,2%   | 41,7%   |
| 1920 | 16     | 1.541  | 117    | 1,0%    | 92,1%   | 7,0%    |
| 1930 | 5      | 2.045  | 293    | 0,2%    | 87,3%   | 12,5%   |
| 1947 | 3      | 2.269  | 8      | 0,1%    | 99,5%   | 0,4%    |

### Autelbas
Gekende talen
|      | Aantal   | Aantal  | Aantal   | Aantal  | Aantal   | Aantal  | Aantal       | Aantal       | Aandeel  | Aandeel | Aandeel  | Aandeel | Aandeel  | Aandeel | Aandeel      |
| Jaar | enkel nl | fr & nl | enkel fr | de & fr | enkel de | de & nl | de & fr & nl | enkel andere | enkel nl | fr & nl | enkel fr | de & fr | enkel de | de & nl | de & fr & nl |
| ---- | -------- | ------- | -------- | ------- | -------- | ------- | ------------ | ------------ | -------- | ------- | -------- | ------- | -------- | ------- | ------------ |
| 1846 | 0        |         | 71       |         | 1.426    |         |              |              | 0,0%     |         | 4,7%     |         | 95,3%    |         |              |
| 1866 | 0        | 1       | 86       | 325     | 1.158    | 0       | 0            | 0            | 0,0%     | 0,1%    | 5,5%     | 20,7%   | 73,8%    | 0,0%    | 0,0%         |
| 1880 | 1        | 3       | 71       | 726     | 743      | 0       | 0            | 11           | 0,1%     | 0,2%    | 4,6%     | 47,0%   | 48,1%    | 0,0%    | 0,0%         |
| 1890 | 0        | 8       | 98       | 768     | 807      | 0       | 4            | 0            | 0,0%     | 0,5%    | 5,8%     | 45,6%   | 47,9%    | 0,0%    | 0,2%         |
| 1900 | 4        | 13      | 114      | 1.029   | 445      | 0       | 26           | 66           | 0,2%     | 0,8%    | 7,0%     | 63,1%   | 27,3%    | 0,0%    | 1,6%         |
| 1910 | 1        | 0       | 137      | 1.177   | 413      | 0       | 18           | 73           | 0,1%     | 0,0%    | 7,8%     | 67,4%   | 23,7%    | 0,0%    | 1,0%         |
| 1920 | 1        | 9       | 149      | 1.258   | 210      | 1       | 34           | 58           | 0,1%     | 0,5%    | 9,0%     | 75,7%   | 12,6%    | 0,0%    | 2,0%         |
| 1930 | 0        | 8       | 160      | 1.259   | 205      | 0       | 11           | 56           | 0,0%     | 0,5%    | 9,7%     | 76,6%   | 12,5%    | 0,0%    | 0,7%         |
| 1947 | 1        | 15      | 845      | 507     | 94       | 0       | 48           | 57           | 0,1%     | 1,0%    | 56,0%    | 33,6%   | 6,2%     | 0,0%    | 3,2%         |

Taal die meestal of uitsluitend gesproken wordt.
|      | Aantal | Aantal | Aantal | Aandeel | Aandeel | Aandeel |
| Jaar | nl     | fr     | de     | nl      | fr      | de      |
| ---- | ------ | ------ | ------ | ------- | ------- | ------- |
| 1910 | 4      | 234    | 1.508  | 0,2%    | 13,4%   | 86,4%   |
| 1920 | 6      | 201    | 1.455  | 0,4%    | 12,1%   | 87,5%   |
| 1930 | 2      | 230    | 1.411  | 0,1%    | 14,0%   | 85,9%   |
| 1947 | 7      | 1.302  | 157    | 0,5%    | 88,8%   | 10,7%   |

### Bonnert
Gekende talen
|      | Aantal   | Aantal  | Aantal   | Aantal  | Aantal   | Aantal  | Aantal       | Aantal       | Aandeel  | Aandeel | Aandeel  | Aandeel | Aandeel  | Aandeel | Aandeel      |
| Jaar | enkel nl | fr & nl | enkel fr | de & fr | enkel de | de & nl | de & fr & nl | enkel andere | enkel nl | fr & nl | enkel fr | de & fr | enkel de | de & nl | de & fr & nl |
| ---- | -------- | ------- | -------- | ------- | -------- | ------- | ------------ | ------------ | -------- | ------- | -------- | ------- | -------- | ------- | ------------ |
| 1846 | 0        |         | 21       |         | 1.073    |         |              |              | 0,0%     |         | 1,9%     |         | 98,1%    |         |              |
| 1866 | 0        | 0       | 57       | 153     | 1.050    | 0       | 1            | 0            | 0,0%     | 0,0%    | 4,5%     | 12,1%   | 83,3%    | 0,0%    | 0,1%         |
| 1880 | 0        | 1       | 26       | 403     | 696      | 2       | 12           | 1            | 0,0%     | 0,1%    | 2,3%     | 35,4%   | 61,1%    | 0,2%    | 1,1%         |
| 1890 | 0        | 6       | 92       | 679     | 582      | 0       | 23           | 0            | 0,0%     | 0,4%    | 6,7%     | 49,1%   | 42,1%    | 0,0%    | 1,7%         |
| 1900 | 1        | 1       | 115      | 758     | 559      | 0       | 19           | 76           | 0,1%     | 0,1%    | 7,9%     | 52,2%   | 38,5%    | 0,0%    | 1,3%         |
| 1910 | 0        | 0       | 95       | 1.209   | 255      | 0       | 0            | 73           | 0,0%     | 0,0%    | 6,1%     | 77,5%   | 16,4%    | 0,0%    | 0,0%         |
| 1920 | 1        | 17      | 144      | 905     | 425      | 0       | 29           | 51           | 0,1%     | 1,1%    | 9,5%     | 59,5%   | 27,9%    | 0,0%    | 1,9%         |
| 1930 | 1        | 16      | 156      | 962     | 331      | 0       | 20           | 64           | 0,1%     | 1,1%    | 10,5%    | 64,7%   | 22,3%    | 0,0%    | 1,3%         |
| 1947 | 0        | 32      | 1.076    | 383     | 23       | 0       | 63           | 53           | 0,0%     | 2,0%    | 68,2%    | 24,3%   | 1,5%     | 0,0%    | 4,0%         |

Taal die meestal of uitsluitend gesproken wordt.
|      | Aantal | Aantal | Aantal | Aandeel | Aandeel | Aandeel |
| Jaar | nl     | fr     | de     | nl      | fr      | de      |
| ---- | ------ | ------ | ------ | ------- | ------- | ------- |
| 1910 | 0      | 95     | 1.464  | 0,0%    | 6,1%    | 93,9%   |
| 1920 | 2      | 218    | 1.301  | 0,1%    | 14,3%   | 85,5%   |
| 1930 | 9      | 237    | 1.240  | 0,6%    | 15,9%   | 83,4%   |
| 1947 | 1      | 1.479  | 77     | 0,1%    | 95,0%   | 4,9%    |

### Fauvillers
Enkel de dorpen Bodange en Wisembach maken deel uit van het Arelerland. De hieronder vermelde resultaten hebben betrekking op de hele gemeente Fauvillers voor de fusie van 1977.
Gekende talen
|      | Aantal   | Aantal  | Aantal   | Aantal  | Aantal   | Aantal  | Aantal       | Aantal       | Aandeel  | Aandeel | Aandeel  | Aandeel | Aandeel  | Aandeel | Aandeel      |
| Jaar | enkel nl | fr & nl | enkel fr | de & fr | enkel de | de & nl | de & fr & nl | enkel andere | enkel nl | fr & nl | enkel fr | de & fr | enkel de | de & nl | de & fr & nl |
| ---- | -------- | ------- | -------- | ------- | -------- | ------- | ------------ | ------------ | -------- | ------- | -------- | ------- | -------- | ------- | ------------ |
| 1846 | 0        |         | 617      |         | 459      |         |              |              | 0,0%     |         | 57,3%    |         | 42,7%    |         |              |
| 1866 | 0        | 2       | 583      | 364     | 309      | 0       | 0            | 1            | 0,0%     | 0,2%    | 46,3%    | 28,9%   | 24,6%    | 0,0%    | 0,0%         |
| 1880 | 0        | 0       | 514      | 354     | 229      | 0       | 1            | 0            | 0,0%     | 0,0%    | 46,8%    | 32,2%   | 20,9%    | 0,0%    | 0,1%         |
| 1890 | 0        | 0       | 607      | 387     | 136      | 0       | 2            | 2            | 0,0%     | 0,0%    | 53,6%    | 34,2%   | 12,0%    | 0,0%    | 0,2%         |
| 1900 | 0        | 0       | 618      | 184     | 271      | 0       | 1            | 54           | 0,0%     | 0,0%    | 57,5%    | 17,1%   | 25,2%    | 0,0%    | 0,1%         |
| 1910 | 9        | 0       | 659      | 458     | 28       | 0       | 0            | 69           | 0,8%     | 0,0%    | 57,1%    | 39,7%   | 2,4%     | 0,0%    | 0,0%         |
| 1920 | 0        | 1       | 689      | 384     | 37       | 0       | 0            | 42           | 0,0%     | 0,1%    | 62,0%    | 34,6%   | 3,3%     | 0,0%    | 0,0%         |
| 1930 | 0        | 2       | 606      | 318     | 20       | 0       | 1            | 33           | 0,0%     | 0,2%    | 64,0%    | 33,6%   | 2,1%     | 0,0%    | 0,1%         |
| 1947 | 0        | 8       | 674      | 148     | 10       | 0       | 8            | 25           | 0,0%     | 0,9%    | 79,5%    | 17,5%   | 1,2%     | 0,0%    | 0,9%         |

Taal die meestal of uitsluitend gesproken wordt.
|      | Aantal | Aantal | Aantal | Aandeel | Aandeel | Aandeel |
| Jaar | nl     | fr     | de     | nl      | fr      | de      |
| ---- | ------ | ------ | ------ | ------- | ------- | ------- |
| 1910 | 9      | 695    | 450    | 0,8%    | 60,2%   | 39,0%   |
| 1920 | 0      | 767    | 344    | 0,0%    | 69,0%   | 31,0%   |
| 1930 | 0      | 716    | 231    | 0,0%    | 75,6%   | 24,4%   |
| 1947 | 0      | 807    | 35     | 0,0%    | 95,8%   | 4,2%    |

### Guirsch
Gekende talen
|      | Aantal   | Aantal  | Aantal   | Aantal  | Aantal   | Aantal  | Aantal       | Aantal       | Aandeel  | Aandeel | Aandeel  | Aandeel | Aandeel  | Aandeel | Aandeel      |
| Jaar | enkel nl | fr & nl | enkel fr | de & fr | enkel de | de & nl | de & fr & nl | enkel andere | enkel nl | fr & nl | enkel fr | de & fr | enkel de | de & nl | de & fr & nl |
| ---- | -------- | ------- | -------- | ------- | -------- | ------- | ------------ | ------------ | -------- | ------- | -------- | ------- | -------- | ------- | ------------ |
| 1846 | 0        |         | 27       |         | 279      |         |              |              | 0,0%     |         | 8,8%     |         | 91,2%    |         |              |
| 1866 | 0        | 0       | 0        | 18      | 260      | 0       | 4            | 0            | 0,0%     | 0,0%    | 0,0%     | 6,4%    | 92,2%    | 0,0%    | 1,4%         |
| 1880 | 2        | 0       | 6        | 62      | 174      | 1       | 2            | 0            | 0,8%     | 0,0%    | 2,4%     | 25,1%   | 70,4%    | 0,4%    | 0,8%         |
| 1890 | 0        | 6       | 4        | 69      | 200      | 0       | 5            | 0            | 0,0%     | 2,1%    | 1,4%     | 24,3%   | 70,4%    | 0,0%    | 1,8%         |
| 1900 | 3        | 0       | 1        | 109     | 158      | 3       | 4            | 12           | 1,1%     | 0,0%    | 0,4%     | 39,2%   | 56,8%    | 1,1%    | 1,4%         |
| 1910 | 0        | 0       | 51       | 81      | 141      | 0       | 7            | 25           | 0,0%     | 0,0%    | 18,2%    | 28,9%   | 50,4%    | 0,0%    | 2,5%         |
| 1920 | 4        | 0       | 26       | 119     | 149      | 0       | 7            | 10           | 1,3%     | 0,0%    | 8,5%     | 39,0%   | 48,9%    | 0,0%    | 2,3%         |
| 1930 | 0        | 0       | 31       | 144     | 111      | 1       | 2            | 16           | 0,0%     | 0,0%    | 10,7%    | 49,8%   | 38,4%    | 0,3%    | 0,7%         |
| 1947 | 0        | 0       | 174      | 34      | 11       | 0       | 4            | 6            | 0,0%     | 0,0%    | 78,0%    | 15,2%   | 4,9%     | 0,0%    | 1,8%         |

Taal die meestal of uitsluitend gesproken wordt.
|      | Aantal | Aantal | Aantal | Aandeel | Aandeel | Aandeel |
| Jaar | nl     | fr     | de     | nl      | fr      | de      |
| ---- | ------ | ------ | ------ | ------- | ------- | ------- |
| 1910 | 0      | 58     | 222    | 0,0%    | 20,7%   | 79,3%   |
| 1920 | 5      | 38     | 262    | 1,6%    | 12,5%   | 85,9%   |
| 1930 | 0      | 38     | 251    | 0,0%    | 13,1%   | 86,9%   |
| 1947 | 0      | 205    | 15     | 0,0%    | 93,2%   | 6,8%    |

### Habergy
Gekende talen
|      | Aantal   | Aantal  | Aantal   | Aantal  | Aantal   | Aantal  | Aantal       | Aantal       | Aandeel  | Aandeel | Aandeel  | Aandeel | Aandeel  | Aandeel | Aandeel      |
| Jaar | enkel nl | fr & nl | enkel fr | de & fr | enkel de | de & nl | de & fr & nl | enkel andere | enkel nl | fr & nl | enkel fr | de & fr | enkel de | de & nl | de & fr & nl |
| ---- | -------- | ------- | -------- | ------- | -------- | ------- | ------------ | ------------ | -------- | ------- | -------- | ------- | -------- | ------- | ------------ |
| 1846 | 0        |         | 5        |         | 732      |         |              |              | 0,0%     |         | 0,7%     |         | 99,3%    |         |              |
| 1866 | 0        | 0       | 0        | 140     | 644      | 0       | 0            | 0            | 0,0%     | 0,0%    | 0,0%     | 17,9%   | 82,1%    | 0,0%    | 0,0%         |
| 1880 | 0        | 0       | 2        | 125     | 643      | 0       | 0            | 0            | 0,0%     | 0,0%    | 0,3%     | 16,2%   | 83,5%    | 0,0%    | 0,0%         |
| 1890 | 0        | 0       | 0        | 226     | 547      | 0       | 0            | 0            | 0,0%     | 0,0%    | 0,0%     | 29,2%   | 70,8%    | 0,0%    | 0,0%         |
| 1900 | 0        | 0       | 8        | 317     | 308      | 0       | 0            | 25           | 0,0%     | 0,0%    | 1,3%     | 50,1%   | 48,7%    | 0,0%    | 0,0%         |
| 1910 | 0        | 0       | 1        | 352     | 264      | 0       | 2            | 30           | 0,0%     | 0,0%    | 0,2%     | 56,9%   | 42,6%    | 0,0%    | 0,3%         |
| 1920 | 0        | 0       | 4        | 356     | 213      | 0       | 0            | 15           | 0,0%     | 0,0%    | 0,7%     | 62,1%   | 37,2%    | 0,0%    | 0,0%         |
| 1930 | 0        | 2       | 13       | 353     | 206      | 0       | 1            | 24           | 0,0%     | 0,3%    | 2,3%     | 61,4%   | 35,8%    | 0,0%    | 0,2%         |
| 1947 | 0        | 1       | 90       | 342     | 49       | 0       | 10           | 12           | 0,0%     | 0,2%    | 18,3%    | 69,5%   | 10,0%    | 0,0%    | 2,0%         |

Taal die meestal of uitsluitend gesproken wordt.
|      | Aantal | Aantal | Aantal | Aandeel | Aandeel | Aandeel |
| Jaar | nl     | fr     | de     | nl      | fr      | de      |
| ---- | ------ | ------ | ------ | ------- | ------- | ------- |
| 1910 | 0      | 4      | 615    | 0,0%    | 0,6%    | 99,4%   |
| 1920 | 0      | 9      | 564    | 0,0%    | 1,6%    | 98,4%   |
| 1930 | 2      | 21     | 552    | 0,3%    | 3,7%    | 96,0%   |
| 1947 | 0      | 204    | 257    | 0,0%    | 44,3%   | 55,7%   |

### Hachy
Gekende talen
|      | Aantal   | Aantal  | Aantal   | Aantal  | Aantal   | Aantal  | Aantal       | Aantal       | Aandeel  | Aandeel | Aandeel  | Aandeel | Aandeel  | Aandeel | Aandeel      |
| Jaar | enkel nl | fr & nl | enkel fr | de & fr | enkel de | de & nl | de & fr & nl | enkel andere | enkel nl | fr & nl | enkel fr | de & fr | enkel de | de & nl | de & fr & nl |
| ---- | -------- | ------- | -------- | ------- | -------- | ------- | ------------ | ------------ | -------- | ------- | -------- | ------- | -------- | ------- | ------------ |
| 1846 | 0        |         | 29       |         | 1.795    |         |              |              | 0,0%     |         | 1,6%     |         | 98,4%    |         |              |
| 1866 | 0        | 2       | 35       | 365     | 1.253    | 7       | 1            | 0            | 0,0%     | 0,1%    | 2,1%     | 21,9%   | 75,3%    | 0,4%    | 0,1%         |
| 1880 | 0        | 0       | 12       | 757     | 974      | 0       | 0            | 0            | 0,0%     | 0,0%    | 0,7%     | 43,4%   | 55,9%    | 0,0%    | 0,0%         |
| 1890 | 0        | 0       | 39       | 640     | 1.204    | 0       | 0            | 0            | 0,0%     | 0,0%    | 2,1%     | 34,0%   | 63,9%    | 0,0%    | 0,0%         |
| 1900 | 0        | 0       | 62       | 1.027   | 605      | 0       | 5            | 125          | 0,0%     | 0,0%    | 3,6%     | 60,4%   | 35,6%    | 0,0%    | 0,3%         |
| 1910 | 0        | 0       | 95       | 894     | 770      | 0       | 5            | 107          | 0,0%     | 0,0%    | 5,4%     | 50,7%   | 43,7%    | 0,0%    | 0,3%         |
| 1920 | 0        | 0       | 68       | 1.043   | 514      | 0       | 4            | 75           | 0,0%     | 0,0%    | 4,2%     | 64,0%   | 31,6%    | 0,0%    | 0,2%         |
| 1930 | 0        | 1       | 117      | 1.096   | 352      | 0       | 3            | 76           | 0,0%     | 0,1%    | 7,5%     | 69,9%   | 22,4%    | 0,0%    | 0,2%         |
| 1947 | 1        | 7       | 1.144    | 314     | 17       | 0       | 19           | 56           | 0,1%     | 0,5%    | 76,7%    | 21,0%   | 0,5%     | 0,0%    | 1,3%         |

Taal die meestal of uitsluitend gesproken wordt.
|      | Aantal | Aantal | Aantal | Aandeel | Aandeel | Aandeel |
| Jaar | nl     | fr     | de     | nl      | fr      | de      |
| ---- | ------ | ------ | ------ | ------- | ------- | ------- |
| 1910 | 0      | 102    | 1.662  | 0,0%    | 5,8%    | 94,2%   |
| 1920 | 0      | 87     | 1.542  | 0,0%    | 5,3%    | 94,7%   |
| 1930 | 1      | 150    | 1.418  | 0,1%    | 9,6%    | 90,4%   |
| 1947 | 3      | 1.468  | 16     | 0,2%    | 98,7%   | 1,1%    |

### Halanzy
Enkel de dorpen Aix-sur-Cloie (Esch auf der Hurt) en Battincourt (Bettenhofen) maken deel uit van het Arelerland. De hieronder vermelde resultaten hebben betrekking op de hele gemeente Halanzy voor de fusie van 1977.
Gekende talen
|      | Aantal   | Aantal  | Aantal   | Aantal  | Aantal   | Aantal  | Aantal       | Aantal       | Aandeel  | Aandeel | Aandeel  | Aandeel | Aandeel  | Aandeel | Aandeel      |
| Jaar | enkel nl | fr & nl | enkel fr | de & fr | enkel de | de & nl | de & fr & nl | enkel andere | enkel nl | fr & nl | enkel fr | de & fr | enkel de | de & nl | de & fr & nl |
| ---- | -------- | ------- | -------- | ------- | -------- | ------- | ------------ | ------------ | -------- | ------- | -------- | ------- | -------- | ------- | ------------ |
| 1846 | 0        |         | 755      |         | 795      |         |              |              | 0,0%     |         | 48,7%    |         | 51,3%    |         |              |
| 1866 | 0        | 0       | 798      | 35      | 822      | 0       | 0            | 0            | 0,0%     | 0,0%    | 48,2%    | 2,1%    | 49,7%    | 0,0%    | 0,0%         |
| 1880 | 0        | 0       | 714      | 425     | 461      | 0       | 0            | 0            | 0,0%     | 0,0%    | 44,6%    | 26,6%   | 28,8%    | 0,0%    | 0,0%         |
| 1890 | 0        | 11      | 927      | 653     | 316      | 4       | 1            | 0            | 0,0%     | 0,6%    | 48,5%    | 34,2%   | 16,5%    | 0,2%    | 0,1%         |
| 1900 | 0        | 8       | 1.128    | 782     | 204      | 0       | 0            | 100          | 0,0%     | 0,4%    | 53,2%    | 36,9%   | 9,6%     | 0,0%    | 0,0%         |
| 1910 | 0        | 7       | 1.196    | 551     | 384      | 0       | 2            | 122          | 0,0%     | 0,3%    | 55,1%    | 25,4%   | 17,7%    | 0,0%    | 0,1%         |
| 1920 | 0        | 11      | 1.409    | 805     | 110      | 0       | 1            | 91           | 0,0%     | 0,5%    | 60,3%    | 34,5%   | 4,7%     | 0,0%    | 0,0%         |
| 1930 | 0        | 10      | 1.687    | 714     | 109      | 0       | 1            | 117          | 0,0%     | 0,4%    | 66,9%    | 28,3%   | 4,3%     | 0,0%    | 0,0%         |
| 1947 | 0        | 16      | 2.152    | 431     | 10       | 1       | 20           | 113          | 0,0%     | 0,6%    | 81,8%    | 16,4%   | 0,4%     | 0,0%    | 0,8%         |

Taal die meestal of uitsluitend gesproken wordt.
|      | Aantal | Aantal | Aantal | Aandeel | Aandeel | Aandeel |
| Jaar | nl     | fr     | de     | nl      | fr      | de      |
| ---- | ------ | ------ | ------ | ------- | ------- | ------- |
| 1910 | 0      | 1.306  | 864    | 0,0%    | 60,2%   | 39,8%   |
| 1920 | 0      | 1.655  | 681    | 0,0%    | 70,8%   | 29,2%   |
| 1930 | 0      | 1.841  | 680    | 0,0%    | 73,0%   | 27,0%   |
| 1947 | 4      | 2.540  | 66     | 0,2%    | 97,3%   | 2,5%    |

### Heinsch
Gekende talen
|      | Aantal   | Aantal  | Aantal   | Aantal  | Aantal   | Aantal  | Aantal       | Aantal       | Aandeel  | Aandeel | Aandeel  | Aandeel | Aandeel  | Aandeel | Aandeel      |
| Jaar | enkel nl | fr & nl | enkel fr | de & fr | enkel de | de & nl | de & fr & nl | enkel andere | enkel nl | fr & nl | enkel fr | de & fr | enkel de | de & nl | de & fr & nl |
| ---- | -------- | ------- | -------- | ------- | -------- | ------- | ------------ | ------------ | -------- | ------- | -------- | ------- | -------- | ------- | ------------ |
| 1846 | 0        |         | 40       |         | 1.637    |         |              |              | 0,0%     |         | 2,4%     |         | 97,6%    |         |              |
| 1866 | 0        | 0       | 15       | 375     | 1.171    | 1       | 8            | 0            | 0,0%     | 0,0%    | 1,0%     | 23,9%   | 74,6%    | 0,1%    | 0,5%         |
| 1880 | 1        | 0       | 16       | 231     | 1.237    | 0       | 2            | 15           | 0,1%     | 0,0%    | 1,1%     | 15,5%   | 83,2%    | 0,0%    | 0,1%         |
| 1890 | 0        | 1       | 31       | 466     | 1.166    | 0       | 3            | 0            | 0,0%     | 0,1%    | 1,9%     | 28,0%   | 69,9%    | 0,0%    | 0,2%         |
| 1900 | 0        | 0       | 48       | 919     | 803      | 0       | 0            | 98           | 0,0%     | 0,0%    | 2,7%     | 51,9%   | 45,4%    | 0,0%    | 0,0%         |
| 1910 | 0        | 2       | 87       | 854     | 989      | 0       | 4            | 117          | 0,0%     | 0,1%    | 4,5%     | 44,1%   | 51,1%    | 0,0%    | 0,2%         |
| 1920 | 0        | 1       | 79       | 1.299   | 525      | 0       | 5            | 52           | 0,0%     | 0,1%    | 4,1%     | 68,0%   | 27,5%    | 0,0%    | 0,3%         |
| 1930 | 1        | 14      | 298      | 1.537   | 107      | 0       | 9            | 88           | 0,1%     | 0,7%    | 15,2%    | 78,2%   | 5,4%     | 0,0%    | 0,5%         |
| 1947 | 0        | 19      | 906      | 963     | 39       | 0       | 84           | 53           | 0,0%     | 0,9%    | 45,1%    | 47,9%   | 1,9%     | 0,0%    | 4,2%         |

Taal die meestal of uitsluitend gesproken wordt.
|      | Aantal | Aantal | Aantal | Aandeel | Aandeel | Aandeel |
| Jaar | nl     | fr     | de     | nl      | fr      | de      |
| ---- | ------ | ------ | ------ | ------- | ------- | ------- |
| 1910 | 0      | 101    | 1.835  | 0,0%    | 5,2%    | 94,8%   |
| 1920 | 0      | 109    | 1.600  | 0,0%    | 5,7%    | 94,3%   |
| 1930 | 5      | 1.742  | 219    | 0,3%    | 88,6%   | 11,1%   |
| 1947 | 2      | 1.695  | 241    | 0,1%    | 87,5%   | 12,4%   |

### Hondelange
Gekende talen
|      | Aantal   | Aantal  | Aantal   | Aantal  | Aantal   | Aantal  | Aantal       | Aantal       | Aandeel  | Aandeel | Aandeel  | Aandeel | Aandeel  | Aandeel | Aandeel      |
| Jaar | enkel nl | fr & nl | enkel fr | de & fr | enkel de | de & nl | de & fr & nl | enkel andere | enkel nl | fr & nl | enkel fr | de & fr | enkel de | de & nl | de & fr & nl |
| ---- | -------- | ------- | -------- | ------- | -------- | ------- | ------------ | ------------ | -------- | ------- | -------- | ------- | -------- | ------- | ------------ |
| 1846 | 0        |         | 4        |         | 1.213    |         |              |              | 0,0%     |         | 0,3%     |         | 99,7%    |         |              |
| 1866 | 0        | 2       | 19       | 148     | 1.147    | 1       | 2            | 0            | 0,0%     | 0,2%    | 1,4%     | 11,2%   | 87,0%    | 0,1%    | 0,2%         |
| 1880 | 5        | 6       | 9        | 715     | 626      | 0       | 3            | 7            | 0,4%     | 0,4%    | 0,7%     | 52,4%   | 45,9%    | 0,0%    | 0,2%         |
| 1890 | 0        | 1       | 15       | 592     | 770      | 0       | 10           | 0            | 0,0%     | 0,1%    | 1,1%     | 42,7%   | 55,5%    | 0,0%    | 0,7%         |
| 1900 | 0        | 0       | 17       | 722     | 581      | 0       | 11           | 65           | 0,0%     | 0,0%    | 1,3%     | 54,2%   | 43,7%    | 0,0%    | 0,8%         |
| 1910 | 0        | 0       | 21       | 646     | 758      | 0       | 3            | 84           | 0,0%     | 0,0%    | 1,5%     | 45,2%   | 53,1%    | 0,0%    | 0,2%         |
| 1920 | 0        | 2       | 35       | 766     | 628      | 0       | 7            | 28           | 0,0%     | 0,1%    | 2,4%     | 53,3%   | 43,7%    | 0,0%    | 0,5%         |
| 1930 | 0        | 0       | 25       | 337     | 194      | 0       | 1            | 19           | 0,0%     | 0,0%    | 4,5%     | 60,5%   | 34,8%    | 0,0%    | 0,2%         |
| 1947 | 0        | 2       | 185      | 287     | 51       | 1       | 15           | 30           | 0,0%     | 0,4%    | 34,2%    | 53,0%   | 9,4%     | 0,2%    | 2,8%         |

Taal die meestal of uitsluitend gesproken wordt.
|      | Aantal | Aantal | Aantal | Aandeel | Aandeel | Aandeel |
| Jaar | nl     | fr     | de     | nl      | fr      | de      |
| ---- | ------ | ------ | ------ | ------- | ------- | ------- |
| 1910 | 0      | 30     | 1.398  | 0,0%    | 2,1%    | 97,9%   |
| 1920 | 0      | 73     | 1.365  | 0,0%    | 5,1%    | 94,9%   |
| 1930 | 0      | 28     | 529    | 0,0%    | 5,0%    | 95,0%   |
| 1947 | 0      | 398    | 120    | 0,0%    | 76,8%   | 23,2%   |

### Martelange
Gekende talen
|      | Aantal   | Aantal  | Aantal   | Aantal  | Aantal   | Aantal  | Aantal       | Aantal       | Aandeel  | Aandeel | Aandeel  | Aandeel | Aandeel  | Aandeel | Aandeel      |
| Jaar | enkel nl | fr & nl | enkel fr | de & fr | enkel de | de & nl | de & fr & nl | enkel andere | enkel nl | fr & nl | enkel fr | de & fr | enkel de | de & nl | de & fr & nl |
| ---- | -------- | ------- | -------- | ------- | -------- | ------- | ------------ | ------------ | -------- | ------- | -------- | ------- | -------- | ------- | ------------ |
| 1846 | 0        |         | 42       |         | 1.074    |         |              |              | 0,0%     |         | 3,8%     |         | 96,2%    |         |              |
| 1866 | 0        | 8       | 45       | 568     | 740      | 0       | 0            | 0            | 0,0%     | 0,6%    | 3,3%     | 41,7%   | 54,4%    | 0,0%    | 0,0%         |
| 1880 | 4        | 3       | 81       | 132     | 948      | 0       | 0            | 0            | 0,3%     | 0,3%    | 6,9%     | 11,3%   | 81,2%    | 0,0%    | 0,0%         |
| 1890 | 1        | 3       | 103      | 394     | 803      | 0       | 4            | 0            | 0,1%     | 0,2%    | 7,9%     | 30,1%   | 61,4%    | 0,0%    | 0,3%         |
| 1900 | 2        | 6       | 105      | 605     | 793      | 4       | 2            | 121          | 0,1%     | 0,4%    | 6,9%     | 39,9%   | 52,3%    | 0,3%    | 0,1%         |
| 1910 | 1        | 10      | 155      | 804     | 1.027    | 3       | 3            | 144          | 0,0%     | 0,5%    | 7,7%     | 40,1%   | 51,3%    | 0,1%    | 0,1%         |
| 1920 | 0        | 5       | 115      | 982     | 853      | 0       | 10           | 77           | 0,0%     | 0,3%    | 5,9%     | 50,0%   | 43,4%    | 0,0%    | 0,5%         |
| 1930 | 0        | 4       | 96       | 691     | 934      | 0       | 3            | 48           | 0,0%     | 0,2%    | 5,6%     | 40,0%   | 54,1%    | 0,0%    | 0,2%         |
| 1947 | 1        | 13      | 1.197    | 133     | 22       | 0       | 13           | 225          | 0,1%     | 0,9%    | 86,8%    | 9,6%    | 1,6%     | 0,0%    | 0,9%         |

Taal die meestal of uitsluitend gesproken wordt.
|      | Aantal | Aantal | Aantal | Aandeel | Aandeel | Aandeel |
| Jaar | nl     | fr     | de     | nl      | fr      | de      |
| ---- | ------ | ------ | ------ | ------- | ------- | ------- |
| 1910 | 15     | 185    | 1.803  | 0,7%    | 9,2%    | 90,0%   |
| 1920 | 0      | 226    | 1.739  | 0,0%    | 11,5%   | 88,5%   |
| 1930 | 2      | 178    | 1.548  | 0,1%    | 10,3%   | 89,6%   |
| 1947 | 1      | 1.353  | 25     | 0,1%    | 98,1%   | 1,8%    |

### Messancy
Gekende talen
|      | Aantal   | Aantal  | Aantal   | Aantal  | Aantal   | Aantal  | Aantal       | Aantal       | Aandeel  | Aandeel | Aandeel  | Aandeel | Aandeel  | Aandeel | Aandeel      |
| Jaar | enkel nl | fr & nl | enkel fr | de & fr | enkel de | de & nl | de & fr & nl | enkel andere | enkel nl | fr & nl | enkel fr | de & fr | enkel de | de & nl | de & fr & nl |
| ---- | -------- | ------- | -------- | ------- | -------- | ------- | ------------ | ------------ | -------- | ------- | -------- | ------- | -------- | ------- | ------------ |
| 1846 | 0        |         | 62       |         | 2.092    |         |              |              | 0,0%     |         | 2,9%     |         | 97,1%    |         |              |
| 1866 | 0        | 0       | 64       | 37      | 2.260    | 0       | 0            | 0            | 0,0%     | 0,0%    | 2,7%     | 1,6%    | 95,7%    | 0,0%    | 0,0%         |
| 1880 | 0        | 0       | 19       | 256     | 1.451    | 0       | 2            | 0            | 0,0%     | 0,0%    | 1,1%     | 14,8%   | 84,0%    | 0,0%    | 0,1%         |
| 1890 | 0        | 3       | 26       | 850     | 1.121    | 0       | 3            | 0            | 0,0%     | 0,1%    | 1,3%     | 42,4%   | 56,0%    | 0,0%    | 0,1%         |
| 1900 | 6        | 4       | 79       | 1.105   | 815      | 0       | 14           | 87           | 0,3%     | 0,2%    | 3,9%     | 54,6%   | 40,3%    | 0,0%    | 0,7%         |
| 1910 | 1        | 2       | 173      | 1.625   | 538      | 0       | 7            | 102          | 0,0%     | 0,1%    | 7,4%     | 69,3%   | 22,9%    | 0,0%    | 0,3%         |
| 1920 | 0        | 3       | 195      | 1.705   | 463      | 0       | 2            | 0            | 0,0%     | 0,1%    | 8,2%     | 72,0%   | 19,6%    | 0,0%    | 0,1%         |
| 1930 | 12       | 4       | 237      | 1.030   | 974      | 0       | 13           | 115          | 0,5%     | 0,2%    | 10,4%    | 45,4%   | 42,9%    | 0,0%    | 0,6%         |
| 1947 | 3        | 14      | 1.184    | 1.059   | 50       | 0       | 89           | 75           | 0,1%     | 0,6%    | 49,4%    | 44,1%   | 2,1%     | 0,0%    | 3,7%         |

Taal die meestal of uitsluitend gesproken wordt.
|      | Aantal | Aantal | Aantal | Aandeel | Aandeel | Aandeel |
| Jaar | nl     | fr     | de     | nl      | fr      | de      |
| ---- | ------ | ------ | ------ | ------- | ------- | ------- |
| 1910 | 5      | 214    | 2.127  | 0,2%    | 9,1%    | 90,7%   |
| 1920 | 0      | 344    | 2.024  | 0,0%    | 14,5%   | 85,5%   |
| 1930 | 13     | 296    | 1.961  | 0,6%    | 13,0%   | 86,4%   |
| 1947 | 27     | 2.135  | 220    | 1,1%    | 89,6%   | 9,2%    |

### Nobressart
Gekende talen
|      | Aantal   | Aantal  | Aantal   | Aantal  | Aantal   | Aantal  | Aantal       | Aantal       | Aandeel  | Aandeel | Aandeel  | Aandeel | Aandeel  | Aandeel | Aandeel      |
| Jaar | enkel nl | fr & nl | enkel fr | de & fr | enkel de | de & nl | de & fr & nl | enkel andere | enkel nl | fr & nl | enkel fr | de & fr | enkel de | de & nl | de & fr & nl |
| ---- | -------- | ------- | -------- | ------- | -------- | ------- | ------------ | ------------ | -------- | ------- | -------- | ------- | -------- | ------- | ------------ |
| 1846 | 0        |         | 17       |         | 1.357    |         |              |              | 0,0%     |         | 1,2%     |         | 98,8%    |         |              |
| 1866 | 0        | 0       | 11       | 121     | 1.289    | 0       | 0            | 0            | 0,0%     | 0,0%    | 0,8%     | 8,5%    | 90,7%    | 0,0%    | 0,0%         |
| 1880 | 1        | 0       | 5        | 60      | 1.306    | 0       | 0            | 2            | 0,1%     | 0,0%    | 0,4%     | 4,4%    | 95,2%    | 0,0%    | 0,0%         |
| 1890 | 1        | 0       | 6        | 170     | 1.340    | 0       | 1            | 0            | 0,1%     | 0,0%    | 0,4%     | 11,2%   | 88,3%    | 0,0%    | 0,1%         |
| 1900 | 0        | 0       | 0        | 914     | 541      | 1       | 1            | 65           | 0,0%     | 0,0%    | 0,0%     | 62,7%   | 37,1%    | 0,1%    | 0,1%         |
| 1910 | 0        | 0       | 10       | 893     | 479      | 0       | 0            | 150          | 0,0%     | 0,0%    | 0,7%     | 64,6%   | 34,7%    | 0,0%    | 0,0%         |
| 1920 | 0        | 2       | 2        | 1.069   | 172      | 0       | 0            | 22           | 0,0%     | 0,2%    | 0,2%     | 85,9%   | 13,8%    | 0,0%    | 0,0%         |
| 1930 | 0        | 0       | 33       | 732     | 193      | 0       | 5            | 39           | 0,0%     | 0,0%    | 3,4%     | 76,0%   | 20,0%    | 0,0%    | 0,5%         |
| 1947 | 0        | 6       | 451      | 334     | 29       | 0       | 21           | 24           | 0,0%     | 0,7%    | 53,6%    | 39,7%   | 3,4%     | 0,0%    | 2,5%         |

Taal die meestal of uitsluitend gesproken wordt.
|      | Aantal | Aantal | Aantal | Aandeel | Aandeel | Aandeel |
| Jaar | nl     | fr     | de     | nl      | fr      | de      |
| ---- | ------ | ------ | ------ | ------- | ------- | ------- |
| 1910 | 0      | 10     | 1.327  | 0,0%    | 0,7%    | 99,3%   |
| 1920 | 2      | 25     | 1.218  | 0,0%    | 2,0%    | 97,8%   |
| 1930 | 0      | 39     | 924    | 0,0%    | 4,0%    | 96,0%   |
| 1947 | 0      | 795    | 42     | 0,0%    | 95,0%   | 5,0%    |

### Nothomb
De gemeente Nothomb werd pas opgericht in 1923 toen ze gescheiden werd van de gemeente Attert, derhalve zijn er geen resultaten beschikbaar voor de eerdere tellingen.
Gekende talen
|      | Aantal   | Aantal  | Aantal   | Aantal  | Aantal   | Aantal  | Aantal       | Aantal       | Aandeel  | Aandeel | Aandeel  | Aandeel | Aandeel  | Aandeel | Aandeel      |
| Jaar | enkel nl | fr & nl | enkel fr | de & fr | enkel de | de & nl | de & fr & nl | enkel andere | enkel nl | fr & nl | enkel fr | de & fr | enkel de | de & nl | de & fr & nl |
| ---- | -------- | ------- | -------- | ------- | -------- | ------- | ------------ | ------------ | -------- | ------- | -------- | ------- | -------- | ------- | ------------ |
| 1846 |          |         |          |         |          |         |              |              |          |         |          |         |          |         |              |
| 1866 |          |         |          |         |          |         |              |              |          |         |          |         |          |         |              |
| 1880 |          |         |          |         |          |         |              |              |          |         |          |         |          |         |              |
| 1890 |          |         |          |         |          |         |              |              |          |         |          |         |          |         |              |
| 1900 |          |         |          |         |          |         |              |              |          |         |          |         |          |         |              |
| 1910 |          |         |          |         |          |         |              |              |          |         |          |         |          |         |              |
| 1920 |          |         |          |         |          |         |              |              |          |         |          |         |          |         |              |
| 1930 | 0        | 0       | 2        | 389     | 51       | 1       | 3            | 12           | 0,0%     | 0,0%    | 0,4%     | 87,2%   | 11,4%    | 0,2%    | 0,7%         |
| 1947 | 0        | 0       | 96       | 238     | 46       | 0       | 8            | 28           | 0,0%     | 0,0%    | 24,7%    | 61,3%   | 11,9%    | 0,0%    | 2,1%         |

Taal die meestal of uitsluitend gesproken wordt.
|      | Aantal | Aantal | Aantal | Aandeel | Aandeel | Aandeel |
| Jaar | nl     | fr     | de     | nl      | fr      | de      |
| ---- | ------ | ------ | ------ | ------- | ------- | ------- |
| 1910 |        |        |        |         |         |         |
| 1920 |        |        |        |         |         |         |
| 1930 | 0      | 5      | 429    | 0,0%    | 1,2%    | 98,8%   |
| 1947 | 0      | 245    | 137    | 0,0%    | 64,1%   | 35,9%   |

### Rachecourt
Gekende talen
|      | Aantal   | Aantal  | Aantal   | Aantal  | Aantal   | Aantal  | Aantal       | Aantal       | Aandeel  | Aandeel | Aandeel  | Aandeel | Aandeel  | Aandeel | Aandeel      |
| Jaar | enkel nl | fr & nl | enkel fr | de & fr | enkel de | de & nl | de & fr & nl | enkel andere | enkel nl | fr & nl | enkel fr | de & fr | enkel de | de & nl | de & fr & nl |
| ---- | -------- | ------- | -------- | ------- | -------- | ------- | ------------ | ------------ | -------- | ------- | -------- | ------- | -------- | ------- | ------------ |
| 1846 |          |         | 1.160    |         | 20       |         |              |              | 0,0%     |         | 98,3%    |         | 1,7%     |         |              |
| 1866 | 0        | 0       | 690      | 14      | 0        | 0       | 0            | 0            | 0,0%     | 0,0%    | 98,0%    | 2,0%    | 0,0%     | 0,0%    | 0,0%         |
| 1880 | 0        | 0       | 670      | 0       | 0        | 0       | 0            | 0            | 0,0%     | 0,0%    | 100,0%   | 0,0%    | 0,0%     | 0,0%    | 0,0%         |
| 1890 | 0        | 0       | 688      | 30      | 0        | 0       | 0            | 0            | 0,0%     | 0,0%    | 95,8%    | 4,2%    | 0,0%     | 0,0%    | 0,0%         |
| 1900 | 0        | 20      | 673      | 0       | 0        | 0       | 0            | 33           | 0,0%     | 2,9%    | 97,1%    | 0,0%    | 0,0%     | 0,0%    | 0,0%         |
| 1910 | 0        | 0       | 656      | 0       | 0        | 0       | 25           | 35           | 0,0%     | 0,0%    | 96,3%    | 0,0%    | 0,0%     | 0,0%    | 3,7%         |
| 1920 | 0        | 0       | 702      | 20      | 0        | 0       | 0            | 1            | 0,0%     | 97,2%   | 2,8%     | 0,0%    | 0,0%     | 0,0%    | 0,0%         |
| 1930 | 0        | 0       | 679      | 18      | 0        | 0       | 0            | 17           | 0,0%     | 0,0%    | 97,4%    | 2,6%    | 0,0%     | 0,0%    | 0,0%         |
| 1947 | 0        | 4       | 549      | 33      | 0        | 0       | 4            | 16           | 0,0%     | 0,7%    | 93,1%    | 5,6%    | 0,0%     | 0,0%    | 0,7%         |

Taal die meestal of uitsluitend gesproken wordt.
|      | Aantal | Aantal | Aantal | Aandeel | Aandeel | Aandeel |
| Jaar | nl     | fr     | de     | nl      | fr      | de      |
| ---- | ------ | ------ | ------ | ------- | ------- | ------- |
| 1910 | 0      | 681    | 0      | 0,0%    | 100,0%  | 0,0%    |
| 1920 | 0      | 721    | 1      | 0,0%    | 99,1%   | 0,1%    |
| 1930 | 0      | 697    | 0      | 0,0%    | 100,0%  | 0,0%    |
| 1947 | 0      | 590    | 0      | 0,0%    | 100,0%  | 0,0%    |

### Sélange
Gekende talen
|      | Aantal   | Aantal  | Aantal   | Aantal  | Aantal   | Aantal  | Aantal       | Aantal       | Aandeel  | Aandeel | Aandeel  | Aandeel | Aandeel  | Aandeel | Aandeel      |
| Jaar | enkel nl | fr & nl | enkel fr | de & fr | enkel de | de & nl | de & fr & nl | enkel andere | enkel nl | fr & nl | enkel fr | de & fr | enkel de | de & nl | de & fr & nl |
| ---- | -------- | ------- | -------- | ------- | -------- | ------- | ------------ | ------------ | -------- | ------- | -------- | ------- | -------- | ------- | ------------ |
| 1846 |          |         |          |         |          |         |              |              |          |         |          |         |          |         |              |
| 1866 |          |         |          |         |          |         |              |              |          |         |          |         |          |         |              |
| 1880 | 0        | 0       | 10       | 260     | 309      | 0       | 0            | 0            | 0,0%     | 0,0%    | 1,7%     | 44,9%   | 53,4%    | 0,0%    | 0,0%         |
| 1890 | 0        | 0       | 10       | 259     | 451      | 0       | 3            | 0            | 0,0%     | 0,0%    | 1,4%     | 35,8%   | 62,4%    | 0,0%    | 0,4%         |
| 1900 | 0        | 0       | 22       | 280     | 381      | 0       | 3            | 26           | 0,0%     | 0,0%    | 3,2%     | 40,8%   | 55,5%    | 0,0%    | 0,4%         |
| 1910 | 0        | 0       | 24       | 291     | 375      | 0       | 0            | 32           | 0,0%     | 0,0%    | 3,5%     | 42,2%   | 54,3%    | 0,0%    | 0,0%         |
| 1920 | 0        | 0       | 22       | 299     | 299      | 0       | 2            | 8            | 0,0%     | 0,0%    | 3,5%     | 48,1%   | 48,1%    | 0,0%    | 0,3%         |
| 1930 | 0        | 0       | 24       | 390     | 180      | 0       | 2            | 26           | 0,0%     | 0,0%    | 4,0%     | 65,4%   | 30,2%    | 0,0%    | 0,3%         |
| 1947 | 0        | 1       | 298      | 219     | 37       | 0       | 8            | 51           | 0,0%     | 0,2%    | 52,9%    | 38,9%   | 6,6%     | 0,0%    | 1,4%         |

Taal die meestal of uitsluitend gesproken wordt.
|      | Aantal | Aantal | Aantal | Aandeel | Aandeel | Aandeel |
| Jaar | nl     | fr     | de     | nl      | fr      | de      |
| ---- | ------ | ------ | ------ | ------- | ------- | ------- |
| 1910 | 0      | 24     | 666    | 0,0%    | 3,5%    | 96,5%   |
| 1920 | 0      | 32     | 590    | 0,0%    | 5,1%    | 94,9%   |
| 1930 | 0      | 47     | 549    | 0,0%    | 7,9%    | 92,1%   |
| 1947 | 0      | 446    | 87     | 0,0%    | 83,7%   | 16,3%   |

### Thiaumont
Gekende talen
|      | Aantal   | Aantal  | Aantal   | Aantal  | Aantal   | Aantal  | Aantal       | Aantal       | Aandeel  | Aandeel | Aandeel  | Aandeel | Aandeel  | Aandeel | Aandeel      |
| Jaar | enkel nl | fr & nl | enkel fr | de & fr | enkel de | de & nl | de & fr & nl | enkel andere | enkel nl | fr & nl | enkel fr | de & fr | enkel de | de & nl | de & fr & nl |
| ---- | -------- | ------- | -------- | ------- | -------- | ------- | ------------ | ------------ | -------- | ------- | -------- | ------- | -------- | ------- | ------------ |
| 1846 | 0        |         | 0        |         | 848      |         |              |              | 0,0%     |         | 0,0%     |         | 100,0%   |         |              |
| 1866 | 0        | 0       | 1        | 251     | 665      | 0       | 3            | 0            | 0,0%     | 0,0%    | 0,1%     | 27,3%   | 72,3%    | 0,0%    | 0,3%         |
| 1880 | 0        | 0       | 0        | 66      | 716      | 0       | 3            | 12           | 0,0%     | 0,0%    | 0,0%     | 8,4%    | 91,2%    | 0,0%    | 0,4%         |
| 1890 | 0        | 0       | 0        | 184     | 610      | 0       | 0            | 0            | 0,0%     | 0,0%    | 0,0%     | 23,2%   | 76,8%    | 0,0%    | 0,0%         |
| 1900 | 0        | 0       | 0        | 288     | 459      | 0       | 1            | 30           | 0,0%     | 0,0%    | 0,0%     | 38,5%   | 61,4%    | 0,0%    | 0,1%         |
| 1910 | 0        | 0       | 2        | 251     | 512      | 0       | 9            | 33           | 0,0%     | 0,0%    | 0,3%     | 32,4%   | 66,1%    | 0,0%    | 1,2%         |
| 1920 | 0        | 0       | 2        | 626     | 65       | 0       | 5            | 15           | 0,0%     | 0,0%    | 0,3%     | 89,7%   | 9,3%     | 0,0%    | 0,7%         |
| 1930 | 0        | 0       | 24       | 458     | 134      | 0       | 5            | 33           | 0,0%     | 0,0%    | 3,9%     | 73,8%   | 21,6%    | 0,0%    | 0,8%         |
| 1947 | 0        | 0       | 153      | 350     | 23       | 0       | 27           | 23           | 0,0%     | 0,0%    | 27,7%    | 63,3%   | 4,2%     | 0,0%    | 4,9%         |

Taal die meestal of uitsluitend gesproken wordt.
|      | Aantal | Aantal | Aantal | Aandeel | Aandeel | Aandeel |
| Jaar | nl     | fr     | de     | nl      | fr      | de      |
| ---- | ------ | ------ | ------ | ------- | ------- | ------- |
| 1910 | 0      | 2      | 772    | 0,0%    | 0,3%    | 99,7%   |
| 1920 | 0      | 19     | 679    | 0,0%    | 2,7%    | 97,3%   |
| 1930 | 0      | 27     | 594    | 0,0%    | 4,3%    | 95,7%   |
| 1947 | 1      | 411    | 126    | 0,2%    | 76,4%   | 23,4%   |

### Tintange
Gekende talen
|      | Aantal   | Aantal  | Aantal   | Aantal  | Aantal   | Aantal  | Aantal       | Aantal       | Aandeel  | Aandeel | Aandeel  | Aandeel | Aandeel  | Aandeel | Aandeel      |
| Jaar | enkel nl | fr & nl | enkel fr | de & fr | enkel de | de & nl | de & fr & nl | enkel andere | enkel nl | fr & nl | enkel fr | de & fr | enkel de | de & nl | de & fr & nl |
| ---- | -------- | ------- | -------- | ------- | -------- | ------- | ------------ | ------------ | -------- | ------- | -------- | ------- | -------- | ------- | ------------ |
| 1846 | 0        |         | 70       |         | 630      |         |              |              | 0,0%     |         | 10,0%    |         | 90,0%    |         |              |
| 1866 | 0        | 0       | 35       | 124     | 490      | 0       | 0            | 0            | 0,0%     | 0,0%    | 5,4%     | 19,1%   | 75,5%    | 0,0%    | 0,0%         |
| 1880 | 0        | 0       | 50       | 260     | 296      | 0       | 0            | 7            | 0,0%     | 0,0%    | 8,3%     | 42,9%   | 48,8%    | 0,0%    | 0,0%         |
| 1890 | 0        | 0       | 70       | 349     | 215      | 0       | 5            | 0            | 0,0%     | 0,0%    | 11,0%    | 54,6%   | 33,6%    | 0,0%    | 0,8%         |
| 1900 | 0        | 1       | 51       | 351     | 181      | 0       | 3            | 28           | 0,0%     | 0,2%    | 8,7%     | 59,8%   | 30,8%    | 0,0%    | 0,5%         |
| 1910 | 0        | 0       | 99       | 345     | 184      | 0       | 0            | 24           | 0,0%     | 0,0%    | 15,8%    | 54,9%   | 29,3%    | 0,0%    | 0,0%         |
| 1920 | 0        | 2       | 77       | 340     | 131      | 0       | 0            | 25           | 0,0%     | 0,4%    | 14,0%    | 61,8%   | 23,8%    | 0,0%    | 0,0%         |
| 1930 | 0        | 0       | 82       | 315     | 64       | 0       | 1            | 10           | 0,0%     | 0,0%    | 17,7%    | 68,2%   | 13,9%    | 0,0%    | 0,2%         |
| 1947 | 0        | 2       | 140      | 215     | 16       | 0       | 6            | 13           | 0,0%     | 0,5%    | 36,9%    | 56,7%   | 4,2%     | 0,0%    | 1,6%         |

Taal die meestal of uitsluitend gesproken wordt.
|      | Aantal | Aantal | Aantal | Aandeel | Aandeel | Aandeel |
| Jaar | nl     | fr     | de     | nl      | fr      | de      |
| ---- | ------ | ------ | ------ | ------- | ------- | ------- |
| 1910 | 0      | 129    | 499    | 0,0%    | 20,5%   | 79,5%   |
| 1920 | 0      | 105    | 445    | 0,0%    | 19,1%   | 80,9%   |
| 1930 | 0      | 97     | 365    | 0,0%    | 21,0%   | 79,0%   |
| 1947 | 0      | 315    | 55     | 0,0%    | 85,1%   | 14,9%   |

### Toernich
Gekende talen
|      | Aantal   | Aantal  | Aantal   | Aantal  | Aantal   | Aantal  | Aantal       | Aantal       | Aandeel  | Aandeel | Aandeel  | Aandeel | Aandeel  | Aandeel | Aandeel      |
| Jaar | enkel nl | fr & nl | enkel fr | de & fr | enkel de | de & nl | de & fr & nl | enkel andere | enkel nl | fr & nl | enkel fr | de & fr | enkel de | de & nl | de & fr & nl |
| ---- | -------- | ------- | -------- | ------- | -------- | ------- | ------------ | ------------ | -------- | ------- | -------- | ------- | -------- | ------- | ------------ |
| 1846 | 2        |         | 13       |         | 987      |         |              |              | 0,2%     |         | 1,3%     |         | 98,5%    |         |              |
| 1866 | 0        | 0       | 19       | 104     | 948      | 0       | 0            | 0            | 0,0%     | 0,0%    | 1,8%     | 9,7%    | 88,5%    | 0,0%    | 0,0%         |
| 1880 | 0        | 0       | 6        | 247     | 737      | 0       | 0            | 0            | 0,0%     | 0,0%    | 0,6%     | 24,9%   | 74,4%    | 0,0%    | 0,0%         |
| 1890 | 0        | 0       | 11       | 364     | 654      | 2       | 0            | 0            | 0,0%     | 0,0%    | 1,1%     | 35,3%   | 63,4%    | 0,2%    | 0,0%         |
| 1900 | 0        | 0       | 24       | 425     | 551      | 0       | 0            | 50           | 0,0%     | 0,0%    | 2,4%     | 42,5%   | 52,6%    | 0,0%    | 0,3%         |
| 1910 | 0        | 0       | 29       | 483     | 408      | 0       | 3            | 49           | 0,0%     | 0,0%    | 3,1%     | 52,3%   | 44,2%    | 0,0%    | 0,3%         |
| 1920 | 0        | 0       | 23       | 429     | 360      | 0       | 0            | 30           | 0,0%     | 0,0%    | 2,8%     | 52,8%   | 44,3%    | 0,0%    | 0,0%         |
| 1930 | 0        | 0       | 34       | 337     | 374      | 0       | 1            | 39           | 0,0%     | 0,0%    | 4,6%     | 45,2%   | 50,1%    | 0,0%    | 0,1%         |
| 1947 | 0        | 4       | 346      | 292     | 18       | 0       | 33           | 24           | 0,0%     | 0,6%    | 49,9%    | 42,1%   | 2,6%     | 0,0%    | 4,8%         |

Taal die meestal of uitsluitend gesproken wordt.
|      | Aantal | Aantal | Aantal | Aandeel | Aandeel | Aandeel |
| Jaar | nl     | fr     | de     | nl      | fr      | de      |
| ---- | ------ | ------ | ------ | ------- | ------- | ------- |
| 1910 | 0      | 44     | 879    | 0,0%    | 4,8%    | 95,2%   |
| 1920 | 0      | 29     | 783    | 0,0%    | 3,6%    | 96,4%   |
| 1930 | 0      | 65     | 681    | 0,0%    | 8,7%    | 91,3%   |
| 1947 | 0      | 645    | 46     | 0,0%    | 93,3%   | 6,7%    |

### Tontelange
Gekende talen
|      | Aantal   | Aantal  | Aantal   | Aantal  | Aantal   | Aantal  | Aantal       | Aantal       | Aandeel  | Aandeel | Aandeel  | Aandeel | Aandeel  | Aandeel | Aandeel      |
| Jaar | enkel nl | fr & nl | enkel fr | de & fr | enkel de | de & nl | de & fr & nl | enkel andere | enkel nl | fr & nl | enkel fr | de & fr | enkel de | de & nl | de & fr & nl |
| ---- | -------- | ------- | -------- | ------- | -------- | ------- | ------------ | ------------ | -------- | ------- | -------- | ------- | -------- | ------- | ------------ |
| 1846 |          |         |          |         |          |         |              |              |          |         |          |         |          |         |              |
| 1866 | 0        | 1       | 16       | 210     | 465      | 0       | 2            | 0            | 0,0%     | 0,1%    | 2,3%     | 30,3%   | 67,0%    | 0,0%    | 0,3%         |
| 1880 | 0        | 0       | 20       | 84      | 456      | 1       | 0            | 0            | 0,0%     | 0,0%    | 3,6%     | 15,0%   | 81,3%    | 0,2%    | 0,0%         |
| 1890 | 0        | 0       | 17       | 276     | 357      | 2       | 7            | 0            | 0,0%     | 0,0%    | 2,6%     | 41,9%   | 54,2%    | 0,3%    | 1,1%         |
| 1900 | 0        | 1       | 27       | 256     | 317      | 0       | 2            | 20           | 0,0%     | 0,2%    | 4,5%     | 42,5%   | 52,6%    | 0,0%    | 0,3%         |
| 1910 | 0        | 0       | 15       | 279     | 311      | 0       | 2            | 23           | 0,0%     | 0,0%    | 2,5%     | 46,0%   | 51,2%    | 0,0%    | 0,3%         |
| 1920 | 0        | 0       | 41       | 221     | 282      | 0       | 2            | 26           | 0,0%     | 0,0%    | 7,5%     | 40,5%   | 51,6%    | 0,0%    | 0,4%         |
| 1930 | 0        | 0       | 15       | 361     | 110      | 0       | 3            | 34           | 0,0%     | 0,0%    | 3,1%     | 73,8%   | 22,5%    | 0,0%    | 0,6%         |
| 1947 | 0        | 0       | 276      | 182     | 10       | 0       | 19           | 15           | 0,0%     | 0,0%    | 56,7%    | 37,4%   | 2,1%     | 0,0%    | 3,9%         |

Taal die meestal of uitsluitend gesproken wordt.
|      | Aantal | Aantal | Aantal | Aandeel | Aandeel | Aandeel |
| Jaar | nl     | fr     | de     | nl      | fr      | de      |
| ---- | ------ | ------ | ------ | ------- | ------- | ------- |
| 1910 | 0      | 29     | 578    | 0,0%    | 4,8%    | 95,2%   |
| 1920 | 0      | 96     | 450    | 0,0%    | 17,6%   | 82,4%   |
| 1930 | 0      | 19     | 470    | 0,0%    | 3,9%    | 96,1%   |
| 1947 | 0      | 470    | 17     | 0,0%    | 96,5%   | 3,5%    |

### Wolkrange
De gemeente Wolkrange werd pas opgericht in 1922 toen ze afgescheiden werd van Hondelange, derhalve zijn er geen resultaten voor de eerdere tellingen.
Gekende talen
|      | Aantal   | Aantal  | Aantal   | Aantal  | Aantal   | Aantal  | Aantal       | Aantal       | Aandeel  | Aandeel | Aandeel  | Aandeel | Aandeel  | Aandeel | Aandeel      |
| Jaar | enkel nl | fr & nl | enkel fr | de & fr | enkel de | de & nl | de & fr & nl | enkel andere | enkel nl | fr & nl | enkel fr | de & fr | enkel de | de & nl | de & fr & nl |
| ---- | -------- | ------- | -------- | ------- | -------- | ------- | ------------ | ------------ | -------- | ------- | -------- | ------- | -------- | ------- | ------------ |
| 1846 |          |         |          |         |          |         |              |              |          |         |          |         |          |         |              |
| 1866 |          |         |          |         |          |         |              |              |          |         |          |         |          |         |              |
| 1880 |          |         |          |         |          |         |              |              |          |         |          |         |          |         |              |
| 1890 |          |         |          |         |          |         |              |              |          |         |          |         |          |         |              |
| 1900 |          |         |          |         |          |         |              |              |          |         |          |         |          |         |              |
| 1910 |          |         |          |         |          |         |              |              |          |         |          |         |          |         |              |
| 1920 |          |         |          |         |          |         |              |              |          |         |          |         |          |         |              |
| 1930 | 0        | 2       | 44       | 490     | 247      | 2       | 0            | 39           | 0,0%     | 0,3%    | 5,6%     | 62,4%   | 31,5%    | 0,3%    | 0,0%         |
| 1947 | 0        | 3       | 169      | 432     | 80       | 0       | 5            | 29           | 0,0%     | 0,4%    | 24,5%    | 62,7%   | 11,6%    | 0,0%    | 0,7%         |

Taal die meestal of uitsluitend gesproken wordt.
|      | Aantal | Aantal | Aantal | Aandeel | Aandeel | Aandeel |
| Jaar | nl     | fr     | de     | nl      | fr      | de      |
| ---- | ------ | ------ | ------ | ------- | ------- | ------- |
| 1910 |        |        |        |         |         |         |
| 1920 |        |        |        |         |         |         |
| 1930 | 0      | 56     | 729    | 0,0%    | 7,1%    | 92,9%   |
| 1947 | 0      | 343    | 292    | 0,0%    | 54,0%   | 46,0%   |